# Республика Минерва
Республика Минерва — непризнанное микрогосударство, провозглашённое на коралловых рифах Минерва к югу от островов Фиджи 19 января 1972 года. Основателем республики стал американский миллионер литовского происхождения Майкл Оливер.

## История основания
Предполагалось, что новое государство будет основано на либертарианских принципах «без налогов, пособий, субсидий и любых других форм экономического интервенционизма», а основными формами дохода его жителей станут рыболовство, туризм, регистрация иностранных транспортных судов и лёгкая промышленность. В 1971 году из Австралии прибыли баржи с песком, на двух рифах был создан искусственный остров, что позволило начать строительство города под названием Си-Сити (англ. Sea City — Морской город). На сооружение острова было потрачено 200 тысяч долларов. 19 января 1972 года республика провозгласила независимость, в феврале её временным президентом был избран Моррис «Бад» С. Дэвис, бывший инженер-разработчик фирмы «Роквелл», проживавший в Калифорнии. Государство получило собственные флаг, гимн и валюту (доллар Минервы, в 1973 году была отчеканена единственная монета).

## Конфликт с Тонга
Государство Тонга 24 февраля 1972 года объявило рифы и прилегающую к ним акваторию своими. 15 июня 1972 года Тауфа’ахау Тупоу IV, король Тонга, сделал соответствующее заявление в тонганской правительственной газете.

ДЕКЛАРАЦИЯ

Его Величество Король Тауфаахау Тупоу IV настоящим провозглашает:
Поскольку рифы, известные как Риф Северная Минерва и Риф Южная Минерва, в течение долгого времени служили местом рыбного промысла для народа Тонга и давно рассматриваются как принадлежащие Королевству Тонга, в настоящее время создавшему на этих рифах островные единицы, известные как Телеки Токелау и Телеки Тонга; и поскольку нам теперь целесообразно подтвердить права Королевства Тонга на эти острова — по этим причинам мы подтверждаем и провозглашаем, что острова, скалы, рифы, побережья и воды в радиусе двенадцати миль (19.31 км) от островов являются частью нашего Королевства Тонга.

После этого король на пароме «Olovaha» (десантного корабля тогда в составе ВМС не было) вместе со взводом королевской гвардии, членами кабинета министров и представителями церкви прибыл на Минерву. Корабль последовательно подошёл к северным и южным рифам, независимость республики была фактически ликвидирована, на острове был снят флаг Минервы и установлен флаг Тонга, при этом сам король остался на борту корабля. Атоллы получили названия Telekitonga и Telekitokelau. Примечательно, что, кроме указанных выше лиц, к атоллам прибыла группа рыбаков, которые, несмотря на воскресенье (по законам королевства в этот день запрещена работа), по личному разрешению короля провели рыбную ловлю, таким образом «обозначив» хозяйственную деятельность тонганцев в этих водах. В сентябре Южнотихоокеанский форум признал присоединение рифов к Тонга. В 1973 году Майкл Оливер снял с должности президента Дэвиса.

## Попытка восстановить независимость
В 1982 году Дэвис с группой американцев вновь попытался создать независимое государство на Минерве, но через 3 недели они были снова выдворены отделением королевской морской пехоты. На данный момент Дэвис продолжает считать себя президентом Минервы. Группа лиц, называющая себя «правительством в изгнании», считает Минерву «княжеством», ненаследственной конституционной монархией.

## Конфликт с Фиджи
Принадлежность рифов государству Тонга признана не всеми. В ноябре 2005 года о своих притязаниях на Минерву также заявила Республика Фиджи. Это произошло после установки ВМС Тонга автоматического маяка на одном из атоллов. 10 июня 2011 года два сторожевых катера Тонга Savea и Pangai выдворили фиджийский сторожевой катер из лагуны одного из рифов Минерва, и восстановили там маяк, разрушенный незадолго до этого фиджийцами. После этого патрульные корабли флотилии осуществляют постоянный мониторинг территориальных вод в районе атоллов Telekitonga и Telekitokelau. «Правительство в изгнании» также осудило действия Фиджи, при этом продолжая отказываться признавать суверенитет Тонга.

## Интересные факты
- Во многих источниках паром «Olovaha» упоминается как королевская яхта.
- «Конфликт» с республикой Минерва стал одной из причин, по которым королевство Тонга начало модернизацию своих вооружённых сил, приступив, в частности, к созданию военно-морских сил.

## Галерея
- Рифы Минерва, вид из космоса
- Высадка на рифы
- Один из рифов в ноябре 2003 года
- Образец монеты Минерва в 35 долларов.